# Robert Poujol
Pour les articles homonymes, voir Poujol.
 Robert Poujol, né le 12 avril 1923 à Toulon et mort le 3 octobre 2003 à Montpellier, est un haut fonctionnaire et historien français. Il est l'auteur d'ouvrages historiques sur les Cévennes protestantes

## Biographie

### Jeunesse et études
Robert Poujol est le fils de Pierre Poujol, agrégé de lettres classiques dans plusieurs lycées provençaux et parisiens (lycée Charlemagne, lycée Henri IV), l'un des dirigeants du mouvement du christianisme social et auteur de publications sur les Cévennes protestantes et de Marie Teissier de Caladon, descendante d'une famille vébronnaise. Il est le deuxième d'une fratrie de quatre enfants, qui compte notamment Jacques Poujol, résistant et historien, la sociologue Geneviève Poujol et Denise Poujol. Il a été le beau-frère de Michel Rocard.
Il fait des études de droit et suit un cursus à l'École libre des sciences politiques. 

### Parcours professionnel
Il interrompt ses études pour échapper aux réquisitions du STO en octobre 1943 et rejoint son frère Jacques au maquis d'Ardaillès, qui fusionne en septembre 1944 avec trois autres groupes pour former le maquis Aigoual-Cévennes. En février 1945, il est élève officier à Saumur puis participe à l'occupation de l'Allemagne jusqu'en août 1946. Il se marie en 1946 avec Martine Breton, le couple a cinq enfants.
Il est directeur de cabinet au Service de documentation extérieure et de contre-espionnage de 1953 à 1958, sous-préfet dans l'Aisne, à Vervins de 1958 à 1959, secrétaire général de la préfecture de Médéa, puis de Bône, en Algérie de 1959 à 1962, période durant laquelle il appuie l'action de la Cimade qui s'élève contre les camps de regroupement. Après les accords d'Évian, il aide également la Cimade à rapatrier en Algérie les membres du FLN encore détenus en France.
Il est secrétaire général de la préfecture du Gard (1962-1966), directeur de cabinet du directeur général de la police nationale (1967-1972), préfet des Pyrénées-Orientales (1973-1976) puis directeur du personnel de l'Assistance publique - Hôpitaux de Paris (1976-1982).
Il est membre du conseil d'administration du parc national des Cévennes et membre du conseil d'administration du Club cévenol à partir de 1982. Il participe à la création de la revue trimestrielle du Club cévenol, Causses et Cévennes et à celle du Lien des chercheurs cévenols et est membre de la Société des lettres, sciences et arts de la Lozère, reçu membre non résidant de l'Académie de Nîmes en 1987 et élu membre de l'Académie des sciences et lettres de Montpellier en 1995.
Il publie en 1981 Vebron, histoire d'un village cévenol, consacré au village d'origine de sa famille, puis en 1992, Basville. Roi solitaire du Languedoc : intendant à Montpellier de 1685 à 1718 et en 2001, L'Abbé du Chaila 1648-1702 : Du Siam aux Cévennes.
Il meurt à Montpellier et est inhumé au cimetière protestant de Vebron, en Lozère.

## Publications

### Ouvrages
- Aigoual 44, Imprimerie Metge, Première édition, Ganges, 1951.
- Les Châteaux de l'arrondissement de Florac, 1958.
- Les  Églises  fortifiées  de la Thiérache, 1959, rééd. coll. Trésors de Picardie, Res Universis, 1993
- Vebron, histoire d'un village cévenol, Edisud/Club cévenol, Aix-en-Provence, 1981  (ISBN 2857440987)
- Basville : Roi solitaire du Languedoc : intendant à Montpellier de 1685 à 1718, Montpellier, Nouvelles presses du Languedoc, 1992, 332 p. (ISBN 2-85998-101-2).
- L'Abbé du Chaila 1648-1702 : Du Siam aux Cévennes, Montpellier, Nouvelles presses du Languedoc, 2001, 320 p. (ISBN 2-85998-250-7).

### Ouvrages collectifs
- Le Paris protestant de la Réforme à nos jours, Les Bergers et les Mages, 1959.
- Le Maquis d’Ardaillès et sa part dans le rassemblement Aigoual - Cévennes. Préface du pasteur Laurent Olivès. Sumène, Imprimerie des Cévennes, 1984.

### Articles
- « Quand les tours à signaux de la Vallée Française s’illuminent », Causses et Cévennes, 1960, no 1, p. 257-259.
- « L’habitat cévenol traditionnel », Causses et Cévennes, 1972, n° 1, p. 166-175, rééd. in Alfred Cayla, Architecture paysanne du Rouergue et des Cévennes, Ivry, Serg, 1975.
- « Documents inédits sur le baron de Salgas, 1646-1717 », Bulletin de la Société de l'histoire du protestantisme français, octobre-décembre 1977, p. 639-650.
- « Les Cévennes il y a cent ans au temps de Stevenson ». Catalogue de l’exposition d’objets et d’outils installée dans la maison de Robert Poujol aux Vanels, dans la vallée du Tarnon, 1978, 10 p.
- « Richesses des Cévennes en tours à signaux », Cévennes (Revue du Parc national des Cévennes) no 15, printemps 1979, p. 20-24.
- « Les 500 jours qui suivirent la révocation en Cévennes », Causses et Cévennes, 1985, n° 2, p. 295-299. Numéro sur le tricentenaire de la révocation de l'édit de Nantes dirigé par Robert Poujol.
- « Le rôle des intendants dans les préliminaires de la Révocation ». La révocation de l'édit de Nantes et le protestantisme français en 1585. Actes du colloque de Paris (15-19 octobre 1985). Paris, Société de l’histoire du protestantisme français, 1986, (Supplément au Bulletin de juillet-août-septembre 1986), p. 87-112.
- « La surveillance des protestants en Hautes-Cévennes (1705 - 1760) », Dix-huitième siècle, no 17, 1985, p. 129-139.
- « La naissance de l’hôpital général de Paris d’après les documents inédits (papiers Minachon, Assistance Publique de Paris) ». L’Hôpital à Paris, numéro spécial, août 1982, p. 11-34.

## Distinctions
- Chevalier de la Légion d'honneur[2]
- Chevalier de l'ordre de l'Économie nationale, au titre de « sous-préfet hors classe, chargé des affaires économiques pour le département du Gard » (1963)[10].
- Croix du combattant volontaire de la Résistance[2]